# Wedelträger zur Rechten des Königs
Der Titel Wedelträger zur Rechten des Königs (genauer: Wedelträger zur rechten Seite des Königs) war ein hoher Hofrangtitel am Königshof des altägyptischen Neuen Reiches.
Das Amt ist seit der frühen 18. Dynastie bezeugt, jedoch in einer anderen Schreibung (Ḥbs-bht) als in späterer Zeit üblich. Etwa seit der Regierungszeit von Königin Hatschepsut kommt die geläufige Schreibung des Titels vor  (Tjai-chu; Ṯ3.y-ḫw – Wedelträger). In der Form Wedelträger zur rechten Seite des Königs war der Titel vor allem für hohe Beamte vorgesehen, wie beispielsweise dem Königssohn von Kusch oder dem Wesir. Diese Beamten lassen sich oftmals auch mit einem Wedel in der Hand neben dem König (Pharao) darstellen.